# 사천고등학교
사천고등학교(泗川高等學校)는 대한민국 경상남도 사천시 사천읍 정의리에 있는 사립 고등학교이다.
이거 다 어디갔냐 여담같은거

## 학교 연혁
- 1984년 4월 30일 : 학교법인 구계학원 및 사천고등학교 설립인가, 이만춘 이사장 취임
- 1984년 11월 1일 : 경남 사천시 사천읍 정의리 62번지에서 부지 정지 공사 착공
- 1985년 8월 7일 : 신축 공사 기공식
- 1986년 2월 4일 : 고등학교 18학급 인가
- 1986년 3월 1일 : 제1대 김규동 교장 취임
- 1986년 3월 5일 : 사천고등학교 개교 및 제1회 입학식(입학생 332명)
- 1989년 2월 13일 : 제1회 졸업식(졸업생 273명)
- 1994년 3월 21일 : 3층 교사 증축 완공
- 2008년 3월 1일 : 고등학교 21학급 인가
- 2012년 3월 27일 : 제3대 황인수 이사장 취임
- 2023년 2월 9일 : 제35회 졸업식(졸업생 182명) 졸업생누계 7,464명
- 2023년 3월 1일 : 제12대 조규식 교장 취임
- 2023년 3월 2일 : 제38회 입학식(입학생 8학급 225명)

## 참고 자료
- 사천고등학교 - 한국교육학술정보원 학교알리미